# محافظة بازو
محافظة بازو أو فيسيو هي إحدى محافظات البرتغال وتقع في وسط الدولة بمحاذاة الشمال. عاصمتها هي بلدية بازو. يبلغ عدد سكانها 394,927 نسمة. وتحتوي على 24 بلدية.